# کینگ آو پراشا (پنسیلوانیا)
کینگ آو پراشا، پنسیلوانیا (به انگلیسی: King of Prussia) یک مکان تعریف شده در سرشماری در تاونشیپ مرین بالا در شهرستان مونتگومری، پنسیلوانیا، ایالات متحده آمریکا است.
جمعیت آن بر اساس سرشماری ۲۰۱۰ ایالات متحده آمریکا، ۱۹٬۹۳۶ نفر بوده است. نام این محل از یک مهمانخانه به نام مهمانخانه کینگ آو پراشا که به افتخار فریدریش دوم پادشاه پروس نامگذاری شه بوده گرفته شده. این مکان مانند سایر نقاط شهرستان مونتگومری دچار رشد سریع است. بزرگترین مال خرید در آمریکا بر حسب اندازه و فضای قابل اجاره مال کینگ آو پراشا در اینجا واقع شده است.
کینگ آو پراشا از جمله شهرهای در کنار فیلادلفیا، پنسیلوانیا محسوب می‌شود.

## خصوصیات
کینگ آو پراشا ۱۹٬۹۳۶ نفر جمعیت دارد.